# Estación de Setúbal-Mar
La Estación Ferroviária de Setúbal-Mar, igualmente conocida como Estación de Setúbal-Mar, es una plataforma de la Línea del Sur, que se sitúa junto a la ciudad de Setúbal, en Portugal.

## Descripción

### Vías y plataformas
En enero de 2011, tenía once vías de circulación, con 170 a 1.797 metros de longitud; los andenes tenían 176 y 174 metros de longitud, y cuarenta centímetros de altura.